# Sainte-Camelle
Sainte-Camelle è un comune francese di 115 abitanti situato nel dipartimento dell'Aude nella regione dell'Occitania.

## Società

### Evoluzione demografica
Abitanti censiti